# Newby Wiske
Newby Wiske är en ort och civil parish i Storbritannien.   Den ligger i grevskapet North Yorkshire och riksdelen England, i den centrala delen av landet, 300 km norr om huvudstaden London. Newby Wiske ligger 32 meter över havet och antalet invånare är 174.
Terrängen runt Newby Wiske är platt. Runt Newby Wiske är det ganska tätbefolkat, med 67 invånare per kvadratkilometer. Närmaste större samhälle är Northallerton, 6,1 km norr om Newby Wiske. Trakten runt Newby Wiske består till största delen av jordbruksmark.